# Лінія затримки
Лі́нія затри́мки — пристрій, призначений для затримки електромагнітних сигналів на певний проміжок часу (фіксований, який перемикається або з плавним регулюванням). Лінії затримки (далі ЛЗ) широко застосовуються в різних областях радіоелектронних технологій — в радіолокації і радіонавігації, вимірювальній техніці, обчислювальній техніці і автоматиці, електроакустиці (ревербератори), техніці зв'язку, в наукових дослідженнях.

## ЛЗ з розподіленими параметрами
Найбільш простий спосіб реалізації затримки електричного сигналу — використання як затримуючого середовища ліній передачі певної довжини. Через те, що швидкість поширення сигналу в лініях скінченна і відносно стабільна, сигнал при проходженні через лінію затримується на час пропорційний її довжині. Як лінія можуть використовуватися радіочастотні кабелі, стрічкові хвилеводи (рос. полосковые, микрополосковые линии), а також хвилеводи, переважно феритові (з використанням магнітостатичних хвиль). Лінія обов'язково повинна мати добре узгоджене навантаження на виході, для запобігання спотворення сигналу. Історично найбільшого поширення набули кабельні ЛЗ — на коаксіальних кабелях (використовуються в основному як калібраторів затримки) і спіральних кабелях (використовуються в осцилографах для затримки сигналу відносно початку розгортки і в інших цілях). Кабельні ЛЗ прості по будові, надійні, мають малу дисперсію, широкосмугові (від нуля до сотень мегагерц), недоліком є мала затримка (частки мікросекунди, рідше одиниці мікросекунд).[джерело?]
Конструктивна реалізація:
- Вбудовувані безкорпусні ЛЗ у вигляді бухти кабелю з відводами під пайку або з коаксіальним з'єднувачем;
- Вбудовувані ЛЗ на полоскових або феритових хвилеводах у вигляді мікромодуля або мікросхеми;
- ЛЗ як самостійні пристрої (калібратори), мають корпус зі з'єднувачами, можуть містити одну, дві або кілька ЛЗ, а також, додаткові елементи — атенюатор, феритовий вентиль, елементи комутації коаксіальних трактів.

## Штучні ЛЗ
Штучна ЛЗ являє собою послідовність ланок, що імітують реальну лінію. Як ланки можуть бути використані LC-схеми з конденсаторів, індуктивних елементів або, в деяких випадках (у НВЧ-техніці), резонатори з розподіленими параметрами. Штучні ЛЗ застосовуються для затримки імпульсів в пристроях радіолокації, радіонавігації, для затримки НВЧ сигналів і в інших цілях, виконуються найчастіше у вигляді модулів з багатьма відводами, що дозволяє отримати різні значення затримки; існують також ЛЗ з регульованою затримкою. Штучні ЛЗ дозволяють отримати більші значення затримки ніж природні лінії на кабелях і хвилеводах, однак незручні тим, що мають малий робочий діапазон, тому поступово замінюються цифровими ЛЗ — в імпульсній техніці і акустичними — в НВЧ-техніці.[джерело?]
ПРИКЛАД: ЛЗТ-4,0-1200.

## Ультразвукові ЛЗ
Принцип роботи ультразвукових ЛЗ полягає в тому, що електричний сигнал за допомогою електромеханічного перетворювача перетворюється в механічні коливання, які потім поширюються у вигляді пружних хвиль за певним напрямом через звукопровід і далі знову перетворюються в електричний сигнал. Час затримки вихідного сигналу щодо вхідного визначається акустичними параметрами середовища звукопровода, його розмірами і конфігурацією і типом хвиль. Акустичні хвилі, які використовуються в ЛЗ можуть бути різних видів і типів — поверхневі та об'ємні, поперечні (хвилі зсуву), поздовжні (хвилі стиснення), крутильні. За типом звукопроводу ЛЗ підрозділяються на хвилеводні (стрічкові і дротові) і, більш прості у виготовленні, ЛЗ з багаторазовим відбиттям (з прямим ходом променя, згорнуті, багатокутні, клиноподібні). Як електромеханічні перетворювачі застосовуються, зазвичай, п'єзоелектричні або магнітострикційні перетворювачі. Для затримки НВЧ сигналів виникає необхідність транспортувати спектр вхідного сигналу в більш низькочастотну область, для нормальної роботи акустичної частини, а потім відновити сигнал, в цьому випадку на вході і на виході встановлюються перетворювачі частоти, так як обидва перетворювача працюють з одним високостабільним гетеродином, на практиці можна вважати, що спектр вихідного сигналу ідентичний спектру вхідного.[джерело?]
Ультразвукові ЛЗ мають затримку від часток мілісекунди до десятків мілісекунд і використовуються для затримки сигналу кольоровості у телевізійних приймачах, як одиниця часового інтервалу у вимірювальній техніці, як калібратори відстані (висоти) для радіолокаційних і радіонавігаційних пристроїв, як запам'ятовуючі пристрої в обчислювальній і радіолокаційній техніці, в інших цілях.[джерело?]
Приклади: ЛЗА-511-10, УЛ3-64-5, DL872[джерело?]

## Цифрові лінії затримки
Цифрова лінія затримки являє собою цифровий пристрій, призначений для затримки цифрових сигналів у часі на задане число тактів. Час затримки в таких лініях або фіксований, або може програмуватися ззовні. Одна лінія може мати кілька «відводів», дозволяючи отримати ряд сигналів, кожен з яких буде мати свій часовий зсув на задане число тактів синхронізації.[джерело?]

## Оптичні ЛЗ
В оптичних ЛЗ світло затримується в процесі проходження через оптичне середовище з низькою швидкістю поширення сигналу, тобто з високим показником заломлення. Найбільш поширеними є волоконно-оптичні ЛЗ (аналогічно кабельним — для радіодіапазону), існують також ЛЗ у вигляді набору плоскопаралельних пластин з кварцового скла (ешелони Майкельсона), на базі дифракційних ґраток і призм, а також призменно-лінзові. Для отримання можливості використання оптичної затримки в інтегральних мікросхемах фахівці IBM розробили модель принципово нової ЛЗ , що складається з безлічі послідовних «мікрокільцевих резонаторів», тобто свого роду штучну лінію. [джерело?]